# Chelosania brunnea
Chelosania brunnea är en ödleart som beskrevs av  Gray 1845. Chelosania brunnea ingår i släktet Chelosania och familjen agamer. Inga underarter finns listade i Catalogue of Life.